# Boletín de la Sociedad Española de Historia Natural
Boletín de la Sociedad Española de Historia Natural (abreviado Bol. Soc. Esp. Hist. Nat.) fue una revista con descripciones botánicas,  editada en Madrid entre los años 1901-1910 en su primera etapa; publicando 10 números. A partir de 1904 cambió de nombre a Boletín de la Real Sociedad Española de Historia Natural. En 1998 se inició una nueva etapa, editando tres secciones: biológica, geológica y la sección Aula, Museos y Colecciones. Publica dos tomos al año (uno de cada sección) y un fascículo de Actas.